# آدل انل
آدِل اِنِل [adɛl enɛl] (به فرانسوی: Adèle Haenel) زادهٔ ۱۱ فوریه ۱۹۸۹ در پاریس، هنرپیشهٔ زن اهل فرانسه است.

او از پنج‌سالگی با تشویق پدر و مادرش در عرصهٔ تئاتر به فعالیت پرداخت. در یازده‌سالگی در فیلم «شیاطین» (Les Diables) به ایفای نقش پرداخت. برای فیلم‌های نیلوفرهای آبی (۲۰۰۷) و خانهٔ بردباری (۲۰۱۱) دو بار نامزد جایزهٔ سزار بهترین بازیگر نقش مکمل زن شد و سرانجام با بازی در فیلم «سوزان» (Suzanne) این جایزه را در سال ۲۰۱۴ ازآن خود کرد. او همچنین در فیلم ۱۲۰ تپش در دقیقه بازی کرده‌است.
اِنِل در جشنوارهٔ کن ۲۰۱۹ با سه فیلم، از جمله پرترهٔ دوشیزه‌ای شعله‌ور و «قهرمانان هرگز نمی‌میرند» حضور داشت. او در فیلم‌های پوست گوزن و یتیم نیز بازی کرده‌است.

## حواشی
انل در نوامبر ۲۰۱۹، طی مصاحبه‌ای با نشریهٔ «مدیاپارت» (Mediapart) مدعی شد در حین بازی در فیلم «شیاطین» و زمانی که زیر سن قانونی بوده‌است، توسط کریستف روژا، کارگردان صاحب‌نام سینمای فرانسه، مورد آزار جنسی قرار گرفته‌است. ادعای این بازیگر بازتاب گسترده‌ای در رسانه‌های این کشور داشت و با واکنش‌های بسیاری از سوی سینماگران فرانسوی، به‌ویژه زنان همراه شد.